# Julia van der Toorn

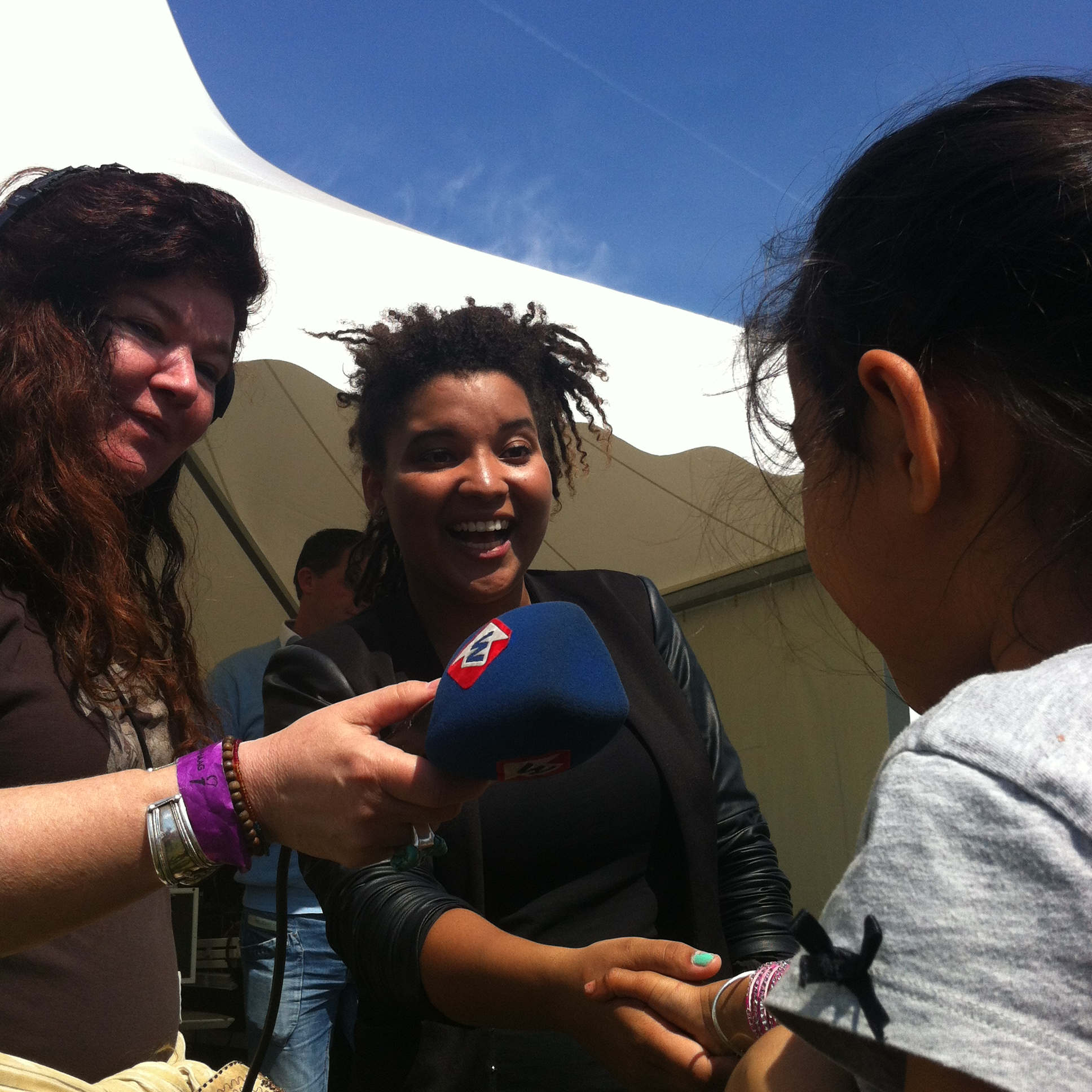
Van der Toorn na haar optreden tijdens het Bevrijdingsfestival in Den Haag op 5 mei 2014

Julia van der Toorn (Indianapolis, 28 juli 1995), sinds 2015 optredend onder het pseudoniem Julia Zahra, is een Nederlands singer-songwriter. Ze werd bekend door haar deelname aan The voice of Holland (2013) en Beste Zangers (2015).

## Carrière

### The Voice of Holland (2013)
Zij zong tijdens de audities 'Oops!... I Did It Again', een cover van het nummer van Britney Spears. Een week na haar optreden scoorde ze hier een nummer 1-hit mee in de Nederlandse Single Top 100. In de Nederlandse Top 40 kwam de single binnen op nummer 26. Daarna mocht ze nog een nummer zingen: Empire State of Mind. Ze koos Marco Borsato als coach. Uiteindelijk wist zij het vierde seizoen van de Voice of Holland te winnen. Haar debuutalbum verscheen op 17 januari 2014 en reikte tot een derde positie.
| Ronde           | Datum            | Lied                      | Oorspronkelijke artiest |
| --------------- | ---------------- | ------------------------- | ----------------------- |
| Blind Auditions | 11 oktober 2013  | "Oops!... I Did It Again" | Britney Spears          |
| Blind Auditions | 11 oktober 2013  | "Empire State of Mind"    | Jay-Z en Alicia Keys    |
| Battle          | 18 oktober 2013  | "Suit & Tie"              | Justin Timberlake       |
| Liveshow        | 22 november 2013 | "Fallin'"                 | Alicia Keys             |
| Liveshow        | 29 november 2013 | "Man Down"                | Rihanna                 |
| Liveshow        | 6 december 2013  | "All of Me"               | John Legend             |
| Halve Finale    | 13 december 2013 | "Empire State of Mind"    | Jay-Z en Alicia Keys    |
| Halve Finale    | 13 december 2013 | "Age"                     | Lianne La Havas         |
| Finale          | 20 december 2013 | "Oops!... I Did It Again" | Britney Spears          |
| Finale          | 20 december 2013 | "Age"                     | Lianne La Havas         |

### De Beste Zangers van Nederland (2015)
Met haar akoestische versie van de BZN-cover Just an illusion kwam ze in juni 2015 binnen in de top 5 van iTunes nadat ze het in het AVROTROS-programma De beste zangers van Nederland ten gehore bracht. De track haalde de hitlijsten echter niet.
| Ronde                        | Datum        | Lied                                   | Oorspronkelijke artiest |
| ---------------------------- | ------------ | -------------------------------------- | ----------------------- |
| 1. Show // Julia Zahra       | 13 juni 2015 | "Zaterdag"                             | BLØF                    |
| 2. Show // Jan Keizer        | 20 juni 2015 | "Just an illusion"                     | BZN                     |
| 3. Show // Anouk Maas        | 27 juni 2015 | "Maniac"                               | Michael Sembello        |
| 4. Show // Martin Buitenhuis | 4 juli 2015  | "Zij maakt het verschil"               | De Poema's              |
| 5. Show // Frans Duijts      | 11 juli 2015 | "She's a lady"                         | Tom Jones               |
| 6. Show // Do                | 18 juli 2015 | "Summer of '69"                        | Bryan Adams             |
| 6. Show // Do                | 18 juli 2015 | "Zij gelooft in mij" (met Lange Frans) | André Hazes             |
| 7. Show // Lange Frans       | 25 juli 2015 | "Dit moet een zondag zijn"             | Lange Frans & Baas B    |

### Nieuwe Periode als Julia Zahra (vanaf 2015)
In april 2016 verscheen "Geen held" de eerste eigen Nederlandstalige single, volgde in juni 2016 "Ik Blijf Bij Jou" en in augustus "Met Mijn Ogen Open".

### Better Than Ever Seizoen 2 (2023)
In het voorjaar van 2023 heeft Julia meegedaan aan het tweede seizoen van het RTL4 programma Better Than Ever. Dankzij een wildcard van coach Waylon bereikte Julia de finale van het programma. In de finale bereikte Julia de laatste twee, maar verloor uiteindelijk van zanger Vinchenzo.

## Discografie

### Album
- Julia van der Toorn (2014)
- Remedy (2021) - Julia Zahra

### Singles
- "Oops!... I Did It Again" (2013)
- "Man Down" (2013)
- "All of Me" (2013)
- "Age" (2013)
- "You and I" (2014)
- "Feel like Falling" (2015)
- "Just an Illusion" (2015)
- "Geen held" (2016)
- "Ik blijf bij jou" (2016)
- "Met mijn ogen open" (2016)
- "Something New [Dawnley Remix]" (2018)
- "Do You" (2019)

## Persoonlijk
Van der Toorn werd als baby geadopteerd door een Nederlands echtpaar.
Van der Toorn volgde ten tijde van haar deelname aan The voice of Holland een muziekopleiding aan de Hogeschool voor de Kunsten Utrecht. Ze was toen woonachtig in Bussum. Daar is ze destijds gestopt en studeert sinds 2019 songwriting op de popafdeling van Codarts in Rotterdam.